# Wittlinger Höhe
Die Wittlinger Höhe, auch Wittlinger Buck oder kurz Wittlinger genannt, ist ein 437 m ü. NHN hoher Passübergang zwischen dem Lörracher Ortsteil Haagen und Wittlingen. Am durchgehend zweispurigen Pass besteht die Besonderheit, dass die Passhöhe zum Gemarkungsgebiet von Rümmingen gehört, die Nordrampe zu Wittlingen und die Südrampe zu Haagen. Der Pass ist eine Querverbindung zwischen dem Wiesen- und dem Kandertal, und damit neben der Lucke einer von zwei asphaltierten Pässen, die diese Verbindung herstellen.

## Geschichte
Das Passübergang der Wittlinger Höhe sowie die zugehörige Straße zwischen Wittlingen und Haagen wurde 1940 durch Angehörige der Wehrmacht als strategische Verbindung erbaut.

## Profil
Vom Ort Wittlingen führt die Nordrampe in zwei Kilometern Länge zur Passhöhe und überwindet dabei einen Höhenunterschied von 146 Metern, was einer durchschnittlichen Steigung von 7,3 % entspricht. Das Steigungsmaximum liegt bei 11 % und wird kurz hinter dem Ortsausgang von Wittlingen erreicht. Vor der Passhöhe flacht die Steigung ab.
An der Passhöhe befindet sich beidseitig der Straße ein Waldparkplatz. Der nördliche trägt den Namen Kleeplatz. Vom südlichen Waldparkplatz Stern führt ein Trimm-Dich-Pfad über die Schlosshalde zur Burg Rötteln. Am Parkplatz Kleeplatz gibt es auch fünf Wohnmobil-Stellplätze.
Die Südrampe von Haagen führt in 2,2 Kilometer zum Pass und überwindet dabei eine Höhe von 132 Metern. Das entspricht einer durchschnittlichen Steigung von 6 %; das Steigungsmaximum liegt ebenfalls bei 11 % und wird kurz hinter der Verzweigung zur Grünschnitt-Sammelstelle erreicht. Vor der Passhöhe flacht die Steigung wie an der Nordrampe ebenfalls ab.

## Höhenwanderweg
Vom südwestlich gelegenen Luckepass führt die „Hohe Straße“ über die Wittlinger Höhe 10,1 Kilometer entlang des Bergkamms bis zum Scheideckpass und überwindet dabei 270 Höhenmeter. Entlang der Hohen Straße verläuft auch der Rundweg des Bannwaldes „Röttler Wald“ und die 13. Etappe des Schwarzwald-Westwegs kreuzt ebenfalls die Wittlinger Höhe.
An der Wittlinger Höhe kreuzt der Wanderweg die Autostraße.